# Suur katel
Suur katel är en bukt i Estland. Den ligger vid ön Ösels sydkust och avgränsas i väster av den långa udden Svorbe och i öster av Abrö. I dess nordöstliga del ligger viken Kuressaare laht och residensstaden Kuressaare. Suur katel är en del av Rigabukten.